# Абхаско-адигејски народи
Абхаско-адигејски, абхаско-черкески, северозападнокавкаски или западнокавкаски народи, су породица народа, чија се традиционална територија већим делом налази на подручју северозападног Кавказа у Русији, а мањим делом на подручју југозападног Кавказа у Грузији.

## Географска распрострањеност
Традиционална територија абхаско-адигејских народа већим делом се налази на подручју северозападног Кавказа, у данашњим руским републикама Адигеји, Кабардино-Балкарији и Карачајево-Черкезији, као и у Краснодарској Покрајини, које насељавају Черкези и Абазини, а мањим делом на подручју југозападног Кавказа у међународно непризнатој (с' изузетком малог броја земаља) републици Абхазији, коју насељавају Абхази. Од 19. века постоји велика исељеничка заједница абхаско-адигејских народа у Турској. Већи део абхаског, абазинског и западночеркеског (или адигејског) (укључујући Убихе, који су скоро сви отишли) становништва и мањи део источночеркеског (или кабардинског) становништва, се након краја Черкеско-руског рата (1817–1864) иселио на територију Османског царства.

## Класификација
Абхаско-адигејски народи:
- Черкези
  - Убихи (једно од 12 черкеских племена, чији језик чини трећу грану северозападнокавкаске породице језика, поред черкеске и абхаско-абазинске)
- Абхаско-абазински народи
  - Абхази
  - Абазини

## Језици
Абхаско-черкески народи говоре неким од 5 језика из северозападнокавкаске породице језика, којима се говори на северозападном Кавказу.